# 川越市駅
川越市駅（かわごえしえき）は、埼玉県川越市六軒町一丁目にある、東武鉄道東上本線の駅である。駅番号はTJ 22。

## 歴史
- 1914年（大正3年）5月1日：東上鉄道の川越町駅として開業[1]。六軒町の人々が土地を寄付して駅を誘致したことから、地元では六軒町駅と呼んでいた。ただし鉄道敷地の大半は田面沢村内に存在し、川越町内と断言できる敷地部分は駅前広場のみである。
- 1922年（大正11年）12月1日：川越市の市制施行により川越市駅へ改称[注 1]。
- 1961年（昭和36年）10月：ホーム有効長を延長[3]。
- 2008年（平成20年）3月18日：発車メロディを導入。
- 2016年（平成28年）3月26日：ダイヤ改正により新設された上り「TJライナー」の通過駅となる（下り列車は引き続き停車）[4]。当駅を通過する営業列車は初。
- 2019年（平成31年）3月16日：ダイヤ改正に伴い、新設された「川越特急」の停車駅となる[5]。発車メロディを変更[6]。

## 駅構造
島式ホーム2面4線を有する地上駅。駅舎・改札口は北東側に1か所のみ設置されている。駅舎とホームとの間は跨線橋により連絡している。従来はエレベーター・エスカレーターとも設置されていなかったが、2010年度にエレベーター3基を設置を計画し、2011年4月25日に供用を開始した（エスカレーターは未設置）。
東武川越駅管区傘下の駅長配置駅で、新河岸駅・霞ヶ関駅を管理する。
1番線の隣には留置線がある。また、寄居方に上下線の線路に挟まれる形で2本の引き上げ線がある。主に同駅終着の列車が使用している。なお、かつての留置線は下り線側に1本のみであった。

### のりば
| 番線 | 路線   | 方向 | 行先       |
| ---- | ------ | ---- | ---------- |
| 1・2 | 東上線 | 下り | 小川町方面 |
| 3・4 | 東上線 | 上り | 池袋方面   |

2・3番線は待避線で、当駅折り返し列車や「TJライナー」・快速急行と緩急接続する準急・普通が使用する。なお、1・4番線も当駅始発・当駅止まりの列車が使用する。

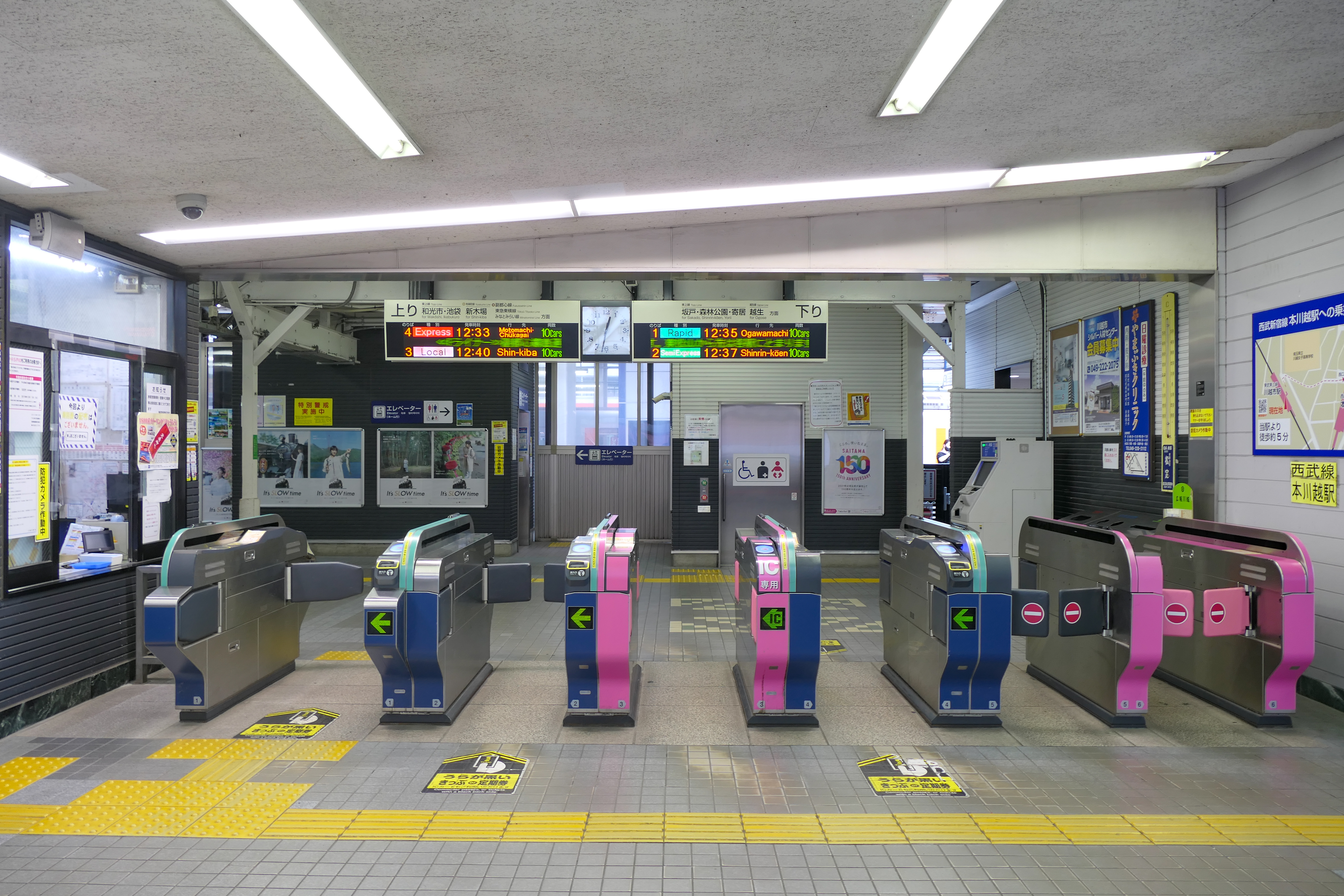
改札口（2021年8月）
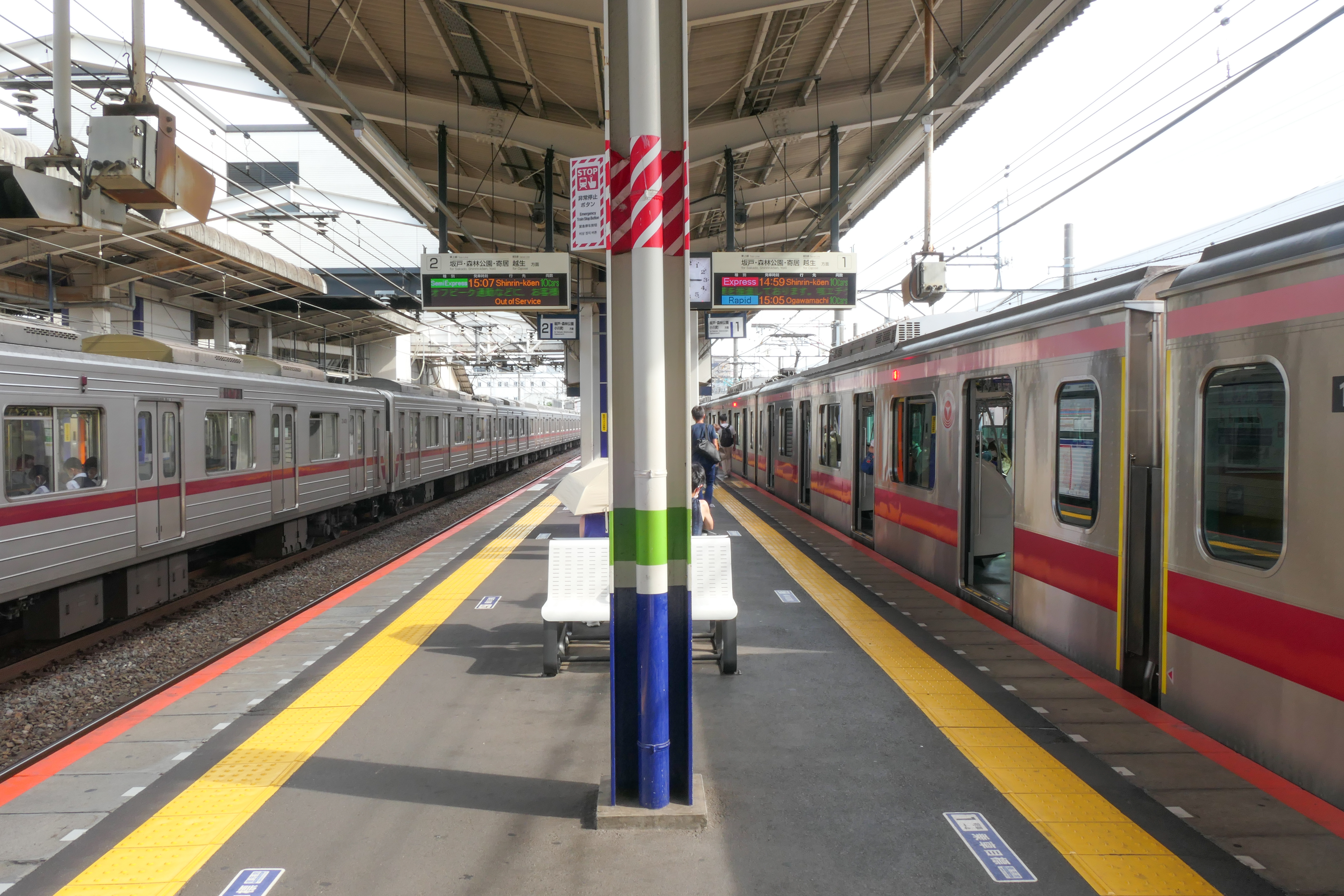
1・2番線ホーム（2021年8月）
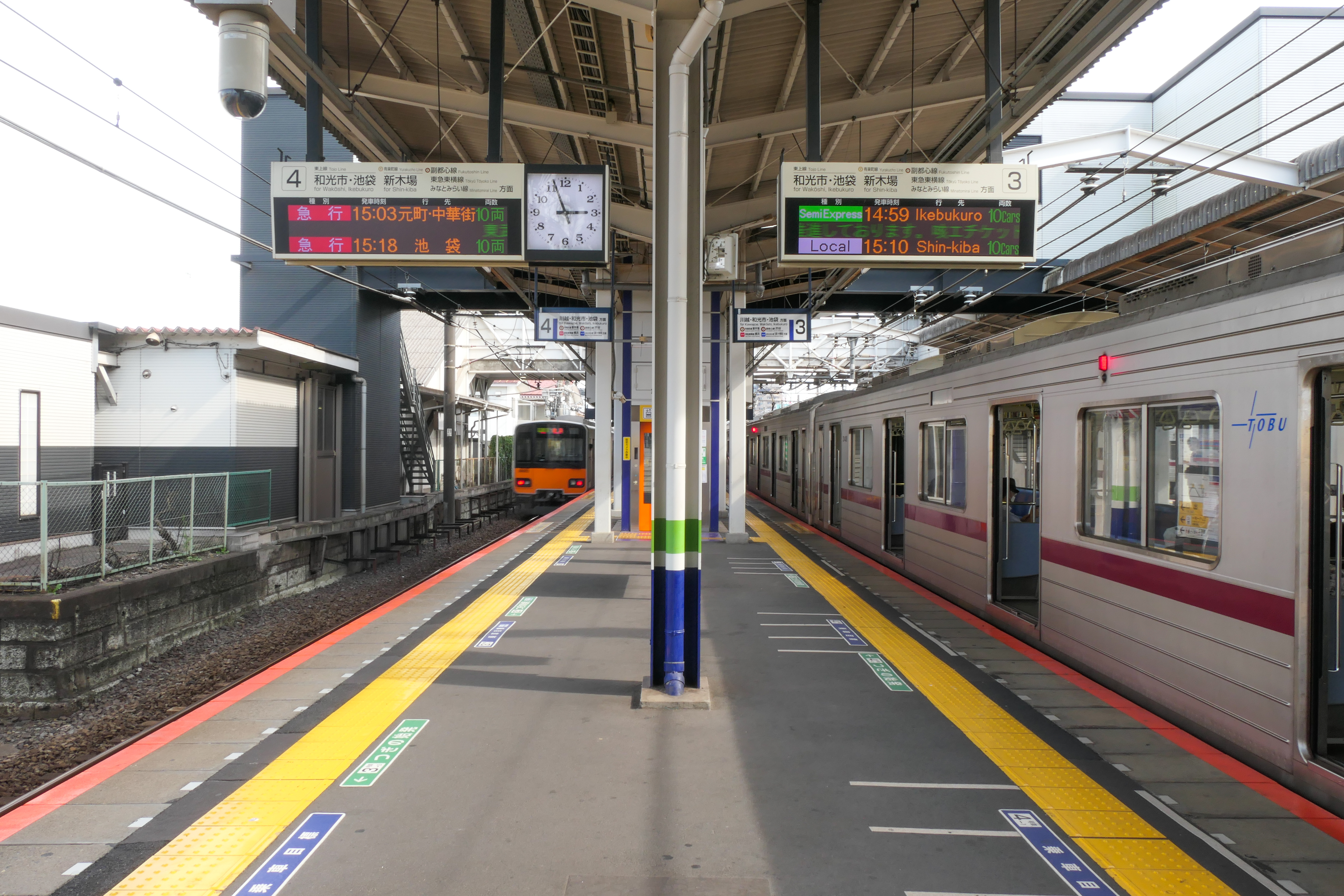
3・4番線ホーム（2021年8月）

## 利用状況
2024年度の1日平均乗降人員は43,704人である。2016年2月20日に西武新宿線本川越駅西口が開設し、当駅から本川越駅への乗換距離が短縮されて乗換客が増加し、2016年度に1日平均乗降人員が4万人を上回った。
近年の1日平均乗降・乗車人員の推移は下表のとおりである。
| 年度               | 1日平均 乗降人員 | 1日平均 乗車人員 | 出典       |
| ------------------ | ---------------- | ---------------- | ---------- |
| 1978年（昭和53年） | 26,646           |                  |            |
| 1990年（平成02年） | 37,971           | 18,926           |            |
| 1991年（平成03年） | 38,758           | 19,281           |            |
| 1992年（平成04年） | 38,088           | 18,893           |            |
| 1993年（平成05年） | 38,349           | 19,100           |            |
| 1994年（平成06年） | 39,848           | 19,865           |            |
| 1995年（平成07年） | 40,210           | 19,959           |            |
| 1996年（平成08年） | 39,111           | 19,362           |            |
| 1997年（平成09年） | 37,140           | 18,394           |            |
| 1998年（平成10年） | 36,225           | 17,928           |            |
| 1999年（平成11年） | 35,734           | 17,683           | [ * 1 ]    |
| 2000年（平成12年） | 35,553           | 17,570           | [ * 2 ]    |
| 2001年（平成13年） | 35,215           | 17,184           | [ * 3 ]    |
| 2002年（平成14年） | 34,650           | 16,898           | [ * 4 ]    |
| 2003年（平成15年） | 34,048           | 16,638           | [ * 5 ]    |
| 2004年（平成16年） | 33,588           | 16,372           | [ * 6 ]    |
| 2005年（平成17年） | 33,267           | 16,234           | [ * 7 ]    |
| 2006年（平成18年） | 33,415           | 16,292           | [ * 8 ]    |
| 2007年（平成19年） | 33,351           | 16,305           | [ * 9 ]    |
| 2008年（平成20年） | 34,214           | 16,752           | [ * 10 ]   |
| 2009年（平成21年） | 34,543           | 16,946           | [ * 11 ]   |
| 2010年（平成22年） | 34,702           | 17,041           | [ * 12 ]   |
| 2011年（平成23年） | 34,318           | 16,905           | [ * 13 ]   |
| 2012年（平成24年） | 34,809           | 17,145           | [ * 14 ]   |
| 2013年（平成25年） | 36,085           | 17,805           | [ * 15 ]   |
| 2014年（平成26年） | 35,968           | 17,761           | [ * 16 ]   |
| 2015年（平成27年） | 37,374           | 18,475           | [ * 17 ]   |
| 2016年（平成28年） | 41,542           | 20,653           | [ * 18 ]   |
| 2017年（平成29年） | 44,676           | 22,210           | [ * 19 ]   |
| 2018年（平成30年） | 47,163           | 23,446           | [ * 20 ]   |
| 2019年（令和元年） | 47,600           | 23,673           | [ * 21 ]   |
| 2020年（令和02年） | 34,431           | 17,123           | [ * 22 ]   |
| 2021年（令和03年） | 38,321           | 19,068           | [ 東武 3 ] |
| 2022年（令和04年） | 41,885           | 20,837           | [ 東武 4 ] |
| 2023年（令和05年） | 43,185           | 21,473           | [ 東武 5 ] |
| 2024年（令和06年） | 43,704           | 21,729           | [ 東武 1 ] |

## 特徴
かつては東上線における川越市の代表駅であったが、市街地が南へ発展していったために川越駅が中心駅となった。ただし、周囲に3つの高校が所在し、旧市街や市役所に近く、西武新宿線本川越駅との連絡も徒歩の場合は川越駅よりも近接しているため乗換客が多く、また学生・生徒の利用客も多い。蔵の街など川越の観光地へ、東上線を利用し徒歩で訪れるなら同駅下車が至便である。
日中の有楽町線からの直通列車と準急はほとんどが当駅で折り返す。そのため、日中は同駅より小川町方面の運行本数は毎時14本から、快速急行（※2本ともFライナー）、急行の毎時6本に減る。
1929年（昭和4年）に川越電車庫が併設され、これが輸送力増強計画によって1971年（昭和46年）に拡張移転されたのが森林公園検修区である。
跡地には東武鉄道川越工場が置かれ、車両改造や検査などを行っていたが2020年9月に廃止され、代替として川越整備所が創設された。また、開業時は川越の町の中心に最も近かったため東上鉄道においても中心的な役割を持っていたことから、その後も乗務管区をはじめとする多くの主要な機能が同駅構内に置かれている。

## 駅周辺

### 駅舎（東）側
- 本川越駅 (東へ徒歩約5分)
- 埼玉県立川越女子高等学校
- 山村学園高等学校
- 星野高等学校
- 川越市役所
- 埼玉県立川越高等学校
- 川越市立中央小学校
- 川越市立博物館
- 川越市立美術館
- 川越市立図書館
- 川越城本丸御殿
- 川越市民プール
- 時の鐘
- 喜多院
- 川越まつり会館
- 川越氷川神社
- 川越六軒町郵便局
- 川越郵便局
  - ゆうちょ銀行 川越店

### 駅舎反対（西）側
- 東武鉄道川越工場（2020年9月廃止）
- ベルク 川越東田町店
- 武州ガス 本社
- 川越市立富士見中学校
- 川越西郵便局

## 路線バス
川越市街地における路線バスは川越駅及び本川越駅を発着する便が中心で、川越市駅においては駅前が手狭であることもあり路線バスの発着は限定的である。
- 川越シャトル（コミュニティバス）
  - ［20系統］ 川越駅西口行き／西川越駅・霞ヶ関駅北口行き
- 東武バスウエスト
  - ［名01］　小江戸名所めぐりバス： 川越駅東口行き
- イーグルバス
  - ［01系統］ 小江戸巡回バス：川越駅東口行き

## 近代化遺産
川越市駅から川越駅に向かって西武新宿線を跨ぐ高架の橋脚には、1914年に東上鉄道が建設された当時のものが現存している。煉瓦作りで石の化粧積みがされている箇所である。貴重な文化財で埼玉県の近代化遺産に指定されている。なおこの橋の存在によって西武新宿線は複線化が物理的に不可能となっており、脇田信号場 - 本川越駅間で単線となっている。

## ゆかりの作品
1978年に公開された野村芳太郎監督による映画「鬼畜」のロケ地の一つとして、川越市駅が使われている。

## 隣の駅
東武鉄道
 東上本線
■TJライナー（上り列車）
通過
■TJライナー（下り列車）・■川越特急
川越駅 (TJ 21) - 川越市駅 (TJ 22) - 坂戸駅 (TJ 26)
■快速急行・■急行・■準急・□普通
川越駅 (TJ 21) - 川越市駅 (TJ 22) - 霞ヶ関駅 (TJ 23)